# Binjohara
Binjohara is een bestuurslaag in het regentschap Tapanuli Tengah van de provincie Noord-Sumatra, Indonesië. Binjohara telt 2156 inwoners (volkstelling 2010).